# Derbi Eterno de Eslovenia
El derbi eterno de Eslovenia, conocido simplemente como el derbi eterno (en esloveno: Večni derbi) o derbi esloveno (en esloveno: Slovenski derbi) es un partido de fútbol de gran rivalidad entre el NK Maribor y el Olimpija Ljubljana, los dos equipos más laureados de Eslovenia. Aunque el Olimpija fue disuelto oficialmente a finales de 2004 se le permitió todavía terminar la temporada 2004-05, que era en ese momento ya estaba en marcha. Actualmente se mantiene entre el NK Maribor y el NK Bežigrad, este último heredero de facto del Olimpija Ljubljana.
Estadísticamente, el Maribor es el club más exitoso, ya sea en el caso de los partidos sólo desde el período de 1962 a 2005 o todo el período desde 1962 hasta nuestros días. El Maribor es también mucho más éxito en el caso de los partidos contra el NK Olimpija, fundado en 2005 como NK Bežigrad.

## Historia

### Época yugoslava
La rivalidad entre ambos equipos se remonta a principios de 1960, cuando se disputó el primer partido entre ellos en la República Federal Socialista de Yugoslavia. Aunque el primer partido se disputó en 1962, no fue hasta la independencia de Eslovenia, a partir de 1991, cuando se jugaron la mayoría de los derbis. La razón principal es el hecho de que ambos clubes fueron parte del sistema yugoslavo de fútbol y, durante el período comprendido entre 1960 (creación del NK Maribor) hasta 1991 (creación de la liga eslovena, 1.SNL), sólo jugó un total de diez temporadas en la misma liga. Los dos clubes eran uno de los tres clubes de fútbol de Eslovenia que jugaron en la máxima competición de liga yugoslava, el otro era el NK Nafta, que jugó en la temporada 1946-47.
El Maribor jugó en la Primera Liga de Yugoslavia un total de cinco temporadas, entre 1967-68 y 1971-72, con el mejor resultado de la 10.ª posición en 1969-70. Por su parte, el Olimpija jugó en la Primera Liga de Yugoslavia un total de veinte temporadas, en 1953-54 y entre 1965-66 y 1983-84, con el mejor resultado del 7.º lugar en 1970-1971 y 1982-1983 y cinco más entre las diez primeras posiciones. Ambos clubes también jugaron en la Copa de Yugoslavia, donde el Maribor logró su mejor resultado en 1973 y 1980 con llegando a cuartos de final, mientras que Olimpija fue el subcampeón en la Copa de 1970.

### Independencia de Eslovenia
En 1991, después de la independencia declarada de Eslovenia, ambos clubes fueron miembros fundadores de la primera liga eslovena, la 1.SNL, y jugaron allí hasta el final de la temporada 2004-05, en la que se produjo la disolución del NK Olimpija.
Los dos equipos representaron las dos ciudades más grandes de Eslovenia, la ciudad capital Liubliana y la segunda más grande de Eslovenia, Maribor, y ambos tenían una de las mayores bases de aficionados del país. Tradicionalmente Liubliana representa la parte más rica del oeste del país, mientras que el Maribor es el centro de la peor parte oriental. Además, Liubliana fue siempre el centro cultural, educativo, económico y político del país y el Olimpija y sus seguidores fueron considerados como los representantes de la clase alta. El Maribor, mientras tanto, era una de las ciudades más industrializadas de Yugoslavia y la mayoría de sus seguidores eran representantes de la clase obrera, lo que significa que la tensión añadida a la rivalidad era por lo general también política, social y cultural. Sin embargo, este tipo de división era mucho más evidente en el pasado, ya que las diferencias de clase entre los aficionados se han desvanecido y la brecha social que separaba las dos partes se ha cerrado en los últimos años. Hoy en día, los dos clubes cuentan con aficionados que representan a todas las clases sociales.
A finales de 2004 el Olimpija Ljubljana se disolvió y, al estar su temporada ya en marcha, se le permitió terminar el resto del campeonato 2004-05, tras lo cual, efectivamente, cesó todas sus operaciones. Hasta la disolución del Olimpija, ambos clubes fueron los equipos más exitosos en el fútbol esloveno. Desde 1991 hasta 2005, el Maribor y el Olimpija habían ganado un total de once de los catorce campeonatos eslovenos (Maribor 7, Olimpija 4), y nueve de las catorce Copas de Eslovenia (Maribor 5, Olimpija 4).
La vieja rivalidad alcanzó su punto máximo en la ronda final de la temporada 2000-01, cuando se jugó uno de los partidos más famosos de la historia de la liga eslovena, con el Olimpija recibiendo al Maribor en el estadio Bežigrad. Ambos equipos estaban compitiendo por el quinto título de la liga eslovena. El equipo local necesitaba una victoria por el título, mientras que un empate era suficiente para el Maribor. El ambiente era muy tenso días antes del enfrentamiento y el estadio se llenó con 8.500 espectadores. Al final, el partido terminó con un empate (1-1) y el Maribor comenzó a celebrar su quinto título consecutivo frente a 3.000 aficionados violetas que se reunieron en Liubliana ese día.

#### Estatus actual
El 2 de marzo de 2005 un nuevo club se estableció bajo el nombre de NK Bežigrad, manteniendo los aficionados del Olimpija, los colores y la mayoría de los jugadores jóvenes del equipo. El NK Bežigrad más tarde cambió su nombre dos veces. En primer lugar a NK Olimpija Bežigrad y finalmente a NK Olimpija Ljubljana. Aunque la junta directiva del club de reciente creación y sus aficionados vieron al equipo como la continuación espiritual del antiguo club, no son considerados como los sucesores legales del antiguo NK Olimpija y no tienen derecho a reclamar los honores ganados por el club difunto. Técnicamente, el nuevo Olimpija podría ganar el derecho a los honores y la historia del antiguo club si la directiva del club actual siguiera el ejemplo de los equipos italianos, Fiorentina y Napoli, que después de la quiebra y disolución, ambos encontraron un camino y pagaron las deudas del pasado. A pesar de que en el escudo del nuevo Olimpija aparece un 1911 como fecha de fundación, la actual junta directiva del nuevo Olimpija no da la impresión de estar interesados en esa medida. El sitio web oficial del nuevo club tiene una declaración escrita donde se dice claramente que el NK Olimpija Ljubljana fue fundado el 2 de marzo de 2005 bajo el nombre de NK Bežigrad.
Sin embargo, debido a que el nuevo Olimpija cuenta con el apoyo de la mayoría de los aficionados del Olimpija anterior, incluido el grupo de ultras de los Green Dragons, que tiene una rivalidad de larga duración con los ultras del Maribor, Viole Maribor, muchos ven los partidos entre Maribor y el nuevo club como la continuación de la rivalidad y se refieren a ella con el mismo nombre. Sin embargo, hay muchos hinchas, tanto del Maribor o de Liubliana, que no comparten el mismo punto de vista y no comparte las mismas creencias, incluyendo parte de los medios de comunicación. Las estadísticas globales realizan un seguimiento por separado por la Asociación de Fútbol de Eslovenia y la Asociación de 1. SNL. El primer partido entre el NK Maribor y el nuevo NK Olimpija tuvo lugar el 24 de octubre de 2007 en un partido de Copa eslovena de cuartos de final que ganó el Maribor, 3-1. En ese momento el NK Olimpija seguía compitiendo bajo el nombre de NK Olimpija Bežigrad.

## Estadísticas (1962–2004)
El historial de partidos que se muestra a continuación comienza en el primer encuentro disputado y finaliza en 2004, cuando el Olimpija original cesó su actividad y fue disuelto.

### Liga de Yugoslavia
Las estadísticas muestran los resultados del NK Maribor y NK Olimpija cuando ambos jugaron en la misma división.
|           | Maribor – Olimpija | Maribor – Olimpija | Maribor – Olimpija | Maribor – Olimpija | Maribor – Olimpija | Olimpija – Maribor | Olimpija – Maribor | Olimpija – Maribor | Olimpija – Maribor | Olimpija – Maribor |
| --------- | ------------------ | ------------------ | ------------------ | ------------------ | ------------------ | ------------------ | ------------------ | ------------------ | ------------------ | ------------------ |
| Temporada | Jornada            | Fecha              | Estadio            | Asist.             | Resultado          | Jornada            | Fecha              | Estadio            | Asist.             | Resultado          |
| 1962–631  | 18                 | 17–03–1963         | Ljudski vrt        | 12,000             | 3–2                | 3                  | 02–09–1962         | Bežigrad           | 10,000             | 1–1                |
| 1963–641  | 6                  | 29–09–1963         | Ljudski vrt        | 12,000             | 1–1                | 21                 | 05–04–1964         | Bežigrad           | 18,000             | 1–1                |
| 1964–651  | 26                 | 16–05–1965         | Ljudski vrt        | 10,000             | 0–4                | 14                 | 15–11–1964         | Bežigrad           | 13,000             | 3–1                |
| 1967–68   | 13                 | 26–11–1967         | Ljudski vrt        | 13,000             | 0–0                | 28                 | 19–06–1968         | Bežigrad           | 8,000              | 2–2                |
| 1968–69   | 2                  | 25–08–1968         | Ljudski vrt        | 8,000              | 2–2                | 19                 | 16–03–1969         | Bežigrad           | 5,000              | 4–1                |
| 1969–70   | 11                 | 02–11–1969         | Ljudski vrt        | 7,000              | 3–2                | 28                 | 17–05–1970         | Bežigrad           | 5,000              | 2–1                |
| 1970–71   | 22                 | 11–04–1971         | Ljudski vrt        | 6,000              | 1–0                | 5                  | 13–09–1970         | Bežigrad           | 7,000              | 3–1                |
| 1971–72   | 34                 | 11–06–1972         | Ljudski vrt        | 1,500              | 3–6                | 17                 | 12–12–1971         | Bežigrad           | 5,000              | 3–0                |
| 1984–851  | 28                 | 12–05–1985         | Ljudski vrt        | 4,000              | 2–0                | 11                 | 21–10–1984         | Bežigrad           | 4,000              | 3–0                |
| 1985–862  | 3                  | 15–09–1985         | Ljudski vrt        | 3,500              | 2–1                | 16                 | 20–04–1986         | Bežigrad           | 1,500              | 0–0                |

1Segunda división yugoslava; 2Tercera división yugoslava; Fuente: Archivo en nkmaribor.com

• Total: Olimpija 8 victorias (40%), 7 emaptes (35%), Maribor 5 victorias (25%).

### Liga de Eslovenia
|           | Maribor – Olimpija | Maribor – Olimpija | Maribor – Olimpija | Maribor – Olimpija | Maribor – Olimpija | Olimpija – Maribor | Olimpija – Maribor | Olimpija – Maribor | Olimpija – Maribor | Olimpija – Maribor |
| --------- | ------------------ | ------------------ | ------------------ | ------------------ | ------------------ | ------------------ | ------------------ | ------------------ | ------------------ | ------------------ |
| Temporada | Jornada            | Fecha              | Estadio            | Asist.             | Resultado          | Jornada            | Fecha              | Estadio            | Asist.             | Resultado          |
| 1991–92   | 13                 | 16–10–1991         | Ljudski vrt        | 4,000              | 2–1                | 34                 | 06–05–1992         | Bežigrad           | 7,000              | 2–0                |
| 1992–93   | 22                 | 04–04–1993         | Ljudski vrt        | 7,000              | 1–0                | 5                  | 12–09–1992         | Bežigrad           | 1,000              | 3–0                |
| 1993–94   | 30                 | 12–06–1994         | Ljudski vrt        | 4,500              | 3–1                | 15                 | 28–11–1993         | Bežigrad           | 5,000              | 1–1                |
| 1994–95   | 17                 | 05–03–1995         | Ljudski vrt        | 7,000              | 0–2                | 2                  | 14–08–1994         | Bežigrad           | 2,000              | 2–1                |
| 1995–96   | 4                  | 18–08–1995         | Ljudski vrt        | 7,000              | 5–1                | 14                 | 29–10–1995         | Bežigrad           | 3,000              | 0–1                |
| 1995–96   | 32                 | 11–05–1996         | Ljudski vrt        | 5,000              | 2–1                | 22                 | 17–03–1996         | Bežigrad           | 2,000              | 1–0                |
| 1996–97   | 1                  | 04–08–1996         | Ljudski vrt        | 5,000              | 0–0                | 11                 | 12–10–1996         | Bežigrad           | 2,800              | 1–0                |
| 1996–97   | 29                 | 04–05–1997         | Ljudski vrt        | 7,000              | 5–2                | 19                 | 01–03–1997         | Bežigrad           | 2,000              | 1–2                |
| 1997–98   | 4                  | 17–08–1997         | Ljudski vrt        | 6,500              | 2–0                | 14                 | 02–11–1997         | Bežigrad           | 2,000              | 3–1                |
| 1997–98   | 32                 | 16–05–1998         | Ljudski vrt        | 5,000              | 4–4                | 22                 | 21–03–1998         | Bežigrad           | 3,000              | 1–3                |
| 1998–99   | 19                 | 13–03–1999         | Ljudski vrt        | 7,000              | 3–1                | 8                  | 25–09–1998         | Bežigrad           | 5,000              | 1–4                |
| 1998–99   | 29                 | 15–05–1999         | Ljudski vrt        | 5,000              | 5–0                | —                  | —                  | —                  | —                  | —                  |
| 1999–2000 | 18                 | 04–03–2000         | Ljudski vrt        | 4,000              | 0–0                | 7                  | 19–09–1999         | Bežigrad           | 5,000              | 2–4                |
| 1999–2000 | 29                 | 29–04–2000         | Ljudski vrt        | 4,000              | 2–0                | —                  | —                  | —                  | —                  | —                  |
| 2000–01   | 11                 | 01–10–2000         | Ljudski vrt        | 8,000              | 1–3                | 22                 | 31–03–2001         | Bežigrad           | 4,500              | 1–1                |
| 2000–01   | —                  | —                  | —                  | —                  | —                  | 33                 | 27–05–2001         | Bežigrad           | 8,500              | 1–1                |
| 2001–02   | 10                 | 30–09–2001         | Ljudski vrt        | 5,500              | 3–2                | 21                 | 24–02–2002         | Bežigrad           | 5,000              | 0–1                |
| 2001–02   | 31                 | 24–04–2002         | Ljudski vrt        | 5,000              | 5–0                | —                  | —                  | —                  | —                  | —                  |
| 2002–03   | 14                 | 02–11–2002         | Ljudski vrt        | 5,000              | 0–3                | 3                  | 26–07–2002         | Bežigrad           | 5,000              | 0–1                |
| 2002–03   | —                  | —                  | —                  | —                  | —                  | 31                 | 25–05–2003         | Bežigrad           | 5,500              | 3–3                |
| 2003–04   | 12                 | 18–10–2003         | Ljudski vrt        | 4,000              | 0–0                | 1                  | 20–07–2003         | Ob Jezeru (n.)     | 2,500              | 6–1                |
| 2003–04   | 31                 | 23–05–2004         | Ljudski vrt        | 7,000              | 0–0                | 26                 | 24–04–2004         | Bežigrad           | 3,500              | 1–2                |
| 2004–05   | 3                  | 20–10–2004         | Ljudski vrt        | 3,500              | 0–3                | 14                 | 07–11–2004         | Bežigrad           | 4,000              | 1–0                |

Nota: durante cinco temporadas consecutivas, desde 1998–99 hasta 2002–03, la 1.SNL tuvo tres vueltas y los partidos de la tercera parte del campeonato estaban determinadas por su posición en liga tras los dos tercios anteriores de campeonato disputado.

• Total: Maribor 20 victorias (48,7%), Olimpija 12 victorias (29%), 9 empate (22%).

### Copa de Yugoslavia
| Temporada | Ronda                  | Eliminatoria | Fecha                   | Estadio     | Asist. | Partido | Resultado | Vencedor |
| 1963–64   | Segunda ronda          |              | 28–11–1963              | Bežigrad    | 5,000  | OL – MB | 1–0       | OL       |
| 1966–67   | Primera ronda          |              | N/A                     | Bežigrad    | 10,000 | OL – MB | 1–1       | MB       |
| 1967-68   | Ronda de 32            |              | 12 de noviembre de 1967 | Bežigrad    | 8,000  | OL – MB | 1–2       | MB       |
| 1969–70   | Tercera ronda          |              | 18–10–1969              | Bežigrad    | 3,000  | OL – MB | 1–0       | OL       |
| 1970–71   | Tercera ronda          |              | 29–10–1970              | Ljudski vrt | 3,500  | MB – OL | 1–3       | OL       |
| 1971–72   | Dieciseisavos de final |              | 28–10–1971              | Bežigrad    | 3,000  | OL – MB | 4–1       | OL       |
| 1972–73   | Final                  |              | 18–10–1972              | Ljudski vrt | 5,000  | MB – OL | 0–1       | /        |
| 1972–73   | Final (repetición)     |              | 06–12–1972              | Ljudski vrt | 3,500  | MB – OL | 1–2       | OL       |
| 1977–78   | Dieciseisavos de final |              | 07–09–1977              | Bežigrad    | 2,500  | OL – MB | 4–0       | OL       |
| 1979–80   | Dieciseisavos de final |              | 17–09–1979              | Ljudski vrt | 4,000  | MB – OL | 0–0       | MB       |
| 1967–68   | N/A                    |              | 11–09–1985              | Bežigrad    | 1,000  | OL – MB | 1–2       | MB       |
| 1977–78   | Dieciseisavos de final |              | 22–11–1987              | Bežigrad    | 1,500  | OL – MB | 4–0       | OL       |
| 1988–89   | Primera ronda          |              | 30–07–1988              | Ljudski vrt | 3,000  | MB – OL | 0–0       | MB       |

Fuente: Archivo en nkmaribor.com

• Eliminatorias ganadas: Olimpija 7 (58%), Maribor 5 (38%).

### Copa de Eslovenia
| Temporada | Ronda            | Eliminatoria | Fecha      | Estadio     | Asist. | Partido | Resultado             | Vencedor |
| 1991–92   | Final            |              | 24–06–1992 | Bežigrad    | 2,000  | OL – MB | 0–0 (pró.); 3–4 (pen) | MB       |
| 1996–97   | Semifinal        | Ida          | 26–03–1997 | Ljudski vrt | 4,000  | MB – OL | 2–2                   | MB       |
| 1996–97   | Semifinal        | Vuelta       | 09–04–1997 | Bežigrad    | 600    | OL – MB | 0–2                   | MB       |
| 1998–99   | Final            | Ida          | 26–05–1999 | Bežigrad    | 2,000  | OL – MB | 2–3                   | MB       |
| 1998–99   | Final            | Vuelta       | 16–06–1999 | Ljudski vrt | 6,500  | MB – OL | 2–0                   | MB       |
| 2000–01   | Cuartos de final | Ida          | 18–10–2000 | Ljudski vrt | 4,500  | MB – OL | 2–0                   | OL       |
| 2000–01   | Cuartos de final | Vuelta       | 25–10–2000 | Bežigrad    | 3,000  | OL – MB | 3–0                   | OL       |
| 2002–03   | Cuartos de final | Ida          | 02–10–2002 | Bežigrad    | 5,200  | OL – MB | 0–0                   | OL       |
| 2002–03   | Cuartos de final | Vuelta       | 23–10–2002 | Ljudski vrt | 4,000  | MB – OL | 3–4                   | OL       |

• Eliminatorias ganadas: Maribor 3 (66,6%), Olimpija 2 (33,3%).

## Estadísticas (2007-presente)
Los partidos y estadísticas que se muestran a continuación comienzan desde 2007, cuando entra en juego el nuevo NK Olimpija, fundado en 2005 como NK Bežigrad.

### Liga de Eslovenia
|           | Maribor – Olimpija | Maribor – Olimpija | Maribor – Olimpija | Maribor – Olimpija | Maribor – Olimpija | Maribor – Olimpija | Olimpija – Maribor | Olimpija – Maribor | Olimpija – Maribor | Olimpija – Maribor | Olimpija – Maribor | Olimpija – Maribor |
| --------- | ------------------ | ------------------ | ------------------ | ------------------ | ------------------ | ------------------ | ------------------ | ------------------ | ------------------ | ------------------ | ------------------ | ------------------ |
| Temporada | Jornada            | Fecha              | Estadio            | Asist.             | Resultado          | Reporte            | Jornada            | Fecha              | Estadio            | Asist.             | Resultado          | Reporte            |
| 2009–10   | 4                  | 08–08–2009         | Ljudski vrt        | 6,000              | 1–0                | Rep.               | 13                 | 17–10–2009         | ŽAK                | 2,000              | 0–1                | Rep.               |
| 2009–10   | 22                 | 09–12–2009         | Ljudski vrt        | 2,500              | 2–1                | Rep.               | 31                 | 16–04–2010         | ŽAK                | 2,000              | 1–1                | Rep.               |
| 2010–11   | 13                 | 16–10–2010         | Ljudski vrt        | 8,000              | 0–0                | Rep.               | 4                  | 29–09–2010         | Stožice            | 10,000             | 0–1                | Rep.               |
| 2010–11   | 31                 | 04–05–2011         | Ljudski vrt        | 9,500              | 2–2                | Rep.               | 22                 | 12–03–2011         | Stožice            | 5,000              | 0–0                | Rep.               |
| 2011–12   | 16                 | 29–10–2011         | Ljudski vrt        | 12,500             | 2–2                | Rep.               | 7                  | 28–08–2011         | Stožice            | 8,000              | 4–1                | Rep.               |
| 2011–12   | 34                 | 12–05–2012         | Ljudski vrt        | 10,000             | 3–2                | Rep.               | 25                 | 21–03–2012         | Stožice            | 8,000              | 1–2                | Rep.               |
| 2012–13   | 14                 | 20–10–2012         | Ljudski vrt        | 9,000              | 1–0                | Rep.               | 5                  | 11–08–2012         | Stožice            | 5,500              | 0–0                | Rep.               |

• Total: Maribor 7 wins (50%), 6 draw (42,8%), Olimpija 1 win (7,1%).

### Copa de Eslovenia
| Temporada | Ronda            | Eliminatoria | Fecha      | Estadio     | Asist. | Partido            | Resultado | Vencedor | Reporte |
| 2007–08   | Cuartos de final | —            | 24–10–2007 | Ljudski vrt | 3,500  | Maribor – Olimpija | 3–1       | Maribor  | Rep.    |
| 2009–10   | Octavos de final | —            | 21–10–2010 | ŽAK         | 1,700  | Olimpija – Maribor | 0–1       | Maribor  | Rep.    |

• Series won: Maribor 2 (100%), Olimpija 0 (0%).

### Supercopa de Eslovenia
| Temporada | Ronda | Eliminatoria | Fecha      | Estadio     | Asist. | Partido            | Resultado | Vencedor | Reporte |
| 2012      | Final | —            | 08–07–2012 | Ljudski vrt | 4,157  | Olimpija – Maribor | 1–2       | Maribor  | Rep.    |

• Partidos ganados: Maribor 1 (100%), Olimpija 0 (0%).

### Ranking
| Posición | 2009–10 | 2010–11 | 2011–12 | 2012–13 | 2013–14 | 2014–15 | 2015–16 | 2016–17 | 2017–18 | 2018–19 | 2019–20 | 2020–21 | 2021–22 | 2022–23 |
| -------- | ------- | ------- | ------- | ------- | ------- | ------- | ------- | ------- | ------- | ------- | ------- | ------- | ------- | ------- |
| 1        |         | 1       | 1       | 1       | 1       | 1       | 1       | 1       | 1       | 1       |         |         | 1       | 1       |
| 2        | 2       |         | 2       | 2       |         |         | 2       |         | 2       | 2       | 2       | 2       |         |         |
| 3        |         |         |         |         |         |         |         | 3       |         |         | 3       | 3       | 3       | 3       |
| 4        | 4       | 4       |         |         |         | 4       |         |         |         |         |         |         |         |         |
| 5        |         |         |         |         |         |         |         |         |         |         |         |         |         |         |
| 6        |         |         |         |         |         |         |         |         |         |         |         |         |         |         |
| 7        |         |         |         |         | 7       |         |         |         |         |         |         |         |         |         |
| 8        |         |         |         |         |         |         |         |         |         |         |         |         |         |         |
| 9        |         |         |         |         |         |         |         |         |         |         |         |         |         |         |
| 10       |         |         |         |         |         |         |         |         |         |         |         |         |         |         |

• Total: Maribor 11 veces por encima (78,57%), Olimpija 3 veces por encima (21,43%).

## Balance (2007-presente)
Actualizado al 28 de junio de 2020
|                        | Victorias Maribor | Empates | Victorias Olimpija |
| ---------------------- | ----------------- | ------- | ------------------ |
| 1.SNL                  |                   |         |                    |
| Maribor local          | 10                | 8       | 4                  |
| Olimpija local         | 9                 | 10      | 3                  |
| Campo neutral          | 0                 | 0       | 0                  |
| Total                  | 19                | 18      | 7                  |
| Copa de Eslovenia      |                   |         |                    |
| Maribor local          | 2                 | 2       | 1                  |
| Olimpija local         | 2                 | 1       | 2                  |
| Campo neutral          | 0                 | 0       | 1                  |
| Total                  | 4                 | 3       | 4                  |
| Supercopa de Eslovenia |                   |         |                    |
| Maribor local          | 1                 | 0       | 0                  |
| Olimpija local         | 0                 | 0       | 0                  |
| Campo Neutral          | 1                 | 0       | 0                  |
| Total                  | 2                 | 0       | 0                  |
| Total                  |                   |         |                    |
| 57                     | 25                | 21      | 11                 |